# Yksel Osmanovski
Yksel Osmanovski, född 24 februari 1977 i Malmö, är en svensk fotbollstränare och tidigare fotbollsspelare och offensiv mittfältare/anfallare. Han spelade fram till den 31 december 2007 i Malmö FF. Han är tränare för MFF:s fotbollsakademi vid Gottorpskolan i Bunkeflostrand.

## Biografi
Osmanovski är uppvuxen i stadsdelen Rosengård i Malmö. Han började sju år gammal spela fotboll i Malmö boll- och idrottsförening (MBI), och gjorde 1995 allsvensk debut med Malmö FF där han spelat sedan 1987. Han har sammanlagt spelat 15 A-landskamper för Sverige.
Den 27 maj 1999 gjorde Osmanovski Sveriges bägge mål på Råsunda fotbollsstadion i en träningslandskamp mot Jamaica som Sverige vann med 2-1, varefter han rönte stor medial uppmärksamhet som en av Sveriges stora anfallstalanger inför Europamästerskapet i fotboll 2000.
Osmanovskis internationella professionella karriär 1998–2004 omfattade spel i klubbar i Italien och Frankrike. Första klubbadress var italienska Bari dit han gick tillsammans med klubbkompisen från Malmö FF, Daniel Andersson. Under den inledande säsongen utmärkte sig Osmanovski bland annat med två mål i matchen på bortaplan mot storlaget Milan. År 2004 återvände Osmanovski till Malmö FF, där han totalt spelade mer än 200 matcher, och var även med och vann Allsvenskan 2004.
Den 14 januari 2013 meddelades det att Yksel Osmanovski kommer att börja arbeta som lagledare och ungdomstränare i Malmö FF.

## Meriter
- Europamästerskapet i fotboll 2000
- 15 A-landskamper
- 19 U21-landskamper